# Jàson de Cirene
|  | Per a altres significats, vegeu «Jàson (desambiguació)». |

Jàson de Cirene (en llatí Jason, en grec antic Ἰάσων) (segle ii aC) fou un escriptor en grec de religió i ètnia jueva que va escriure una història dels macabeus i de les guerres dels jueus contra Antíoc IV Epífanes (174 aC-164 aC) i el seu fill Antíoc V Eupator (164 aC-162 aC). El Segon llibre dels Macabeus considerat apòcrif pels jueus, excepte dues epístoles espúries al començament, és un extracte d'aquest llibre de Jàson. (2 Maccab. 2.21-24).